# La Princesse Mandane
Pour plus de détails, voir Fiche technique et Distribution.
La Princesse Mandane est un film français réalisé par Germaine Dulac, sorti en 1928.

## Synopsis
Étienne Pindère, un contremaître, est fiancé à Anna, secrétaire dans la même usine. Il rêve d'aventures et un jour il décide de partir en mission pour la Mingrélie, pays gouverné par la princesse Mandane. Il s'endort en attendant ses équipiers et rêve que, devenu riche, il rencontre la princesse qui est prisonnière dans son pays, et qui rêve de partir pour Paris. Elle demande à Pindère de l'aider. Il la conduit jusqu'à la frontière. Et c'est à ce moment de son rêve qu'il est réveillé et qu'il retrouve Annette qui a décidé de partir avec lui.

## Fiche technique
- Titre original : La Princesse Mandane
- Réalisation : Germaine Dulac
- Scénario d'après L'Oublié de Pierre Benoit
- Décors : César Silvagni
- Photographie : Paul Guichard, Lucien Bellavoine
- Production : Alex Nalpas
- Société de production : Les Films Alex Nalpas
- Société de distribution : Les Films Louis Aubert
- Pays de production :  France
- Langue originale : français
- Format : Noir et blanc  — 35 mm — 1,33:1 — Film muet
- Genre : Film d'aventures
- Durée : 74 minutes
- Dates de sortie : France : 23 novembre 1928

## Distribution
- Ernst Van Duren : Étienne Pindère
- Edmonde Guy : la Princesse Mandane
- Mona Goya : Simoun
- Groza Wesco : Lily de Thorigny
- Jacques Arnna : Gerys-Kahn
- Valenti Colino : Azime Electropoulos
- Gérard de Wibo : Michel Voraguine
- Sylvie Mai : Anna